# Stenotarsus exiguus
Stenotarsus exiguus es una especie de coleóptero de la familia Endomychidae.

## Distribución geográfica
Habita en Guatemala y Honduras.